# Kleingebiet Szarvas
Das Kleingebiet Szarvas (ungarisch Szarvasi kistérség) war eine ungarische Verwaltungseinheit (LAU 1) im Nordwesten des Komitats Békés in der Südlichen Großen Tiefebene.
Das Kleingebiet hatte 42.909 Einwohner (Stand Ende 2012) auf einer Fläche von 821,57 km² und umfasste acht Gemeinden. Im Zuge der Verwaltungsreform von 2013 wurde es aufgeteilt auf den Kreis Gyomaendrőd (ungarisch Gyomaendrődi járás) und den Kreis Szarvas (ungarisch Szarvasi járás).
Die Verwaltung des Kleingebietes befand sich in der Stadt Szarvas.

## Städte
- Gyomaendrőd (13.688 Ew.)
- Szarvas (16.795 Ew.)

## Gemeinden
| - Békésszentandrás - Csabacsűd - Hunya | - Kardos - Kondoros - Örménykút |

Koordinaten: 46° 51′ N, 20° 40′ O